# Les Issards
Les Issards település Franciaországban, Ariège megyében. Lakosainak száma 253 fő (2022. január 1.). Les Issards Arvigna, Les Pujols és Rieucros községekkel határos.

## Népesség
A település népességének változása:
| Lakosok száma | 152  | 147  | 186  | 222  | 252  | 240  | 236  | 243  | 247  | 253  |
|               | 1968 | 1982 | 1990 | 2006 | 2013 | 2015 | 2017 | 2019 | 2020 | 2022 |